# Universidad Gabriela Mistral
La Universidad Gabriela Mistral es una universidad privada chilena, fundada en 1981 en Santiago. Anteriormente también tuvo una sede en Puerto Varas. Su nombre se debe a la poeta chilena Gabriela Mistral, si bien no posee relación con ella.
Actualmente se encuentra acreditada por la Comisión Nacional de Acreditación (CNA-Chile) por un período de 3 años (de un máximo de 7), desde diciembre de 2021 hasta diciembre de 2024.Está en la posición 49 según el ranking de Webometrics 2024.

## Historia
La universidad fue construida y fundada de acuerdo a los estatutos de constitución de la Corporación de Derecho Privado sin fines de lucro como Universidad Gabriela Mistral. Estos fueron firmados el 20 de febrero de 1981 figurando como fundadores Armando Ortiz Ramírez (comandante en jefe de la Fach entre 1952 y 1955); Nicolás Alejandrópulo Santibáñez (contador general); Sylvia Sailer Millas (profesora); Octavio Le-Fort Levisson (notario público); Raúl Blin Necochea (profesor); Carlos Blin Arriagada, académico que se convirtió en el primer rector y presidente de la junta directiva de la UGM.
Comenzó en 1981 con un terreno de 3000 m² en la santiaguina comuna de Providencia y una matrícula de 470 alumnos que se fue ampliando con el pasar de los años (tres décadas más tarde, en 2012, tenía una sede en Santiago y otra en Puerto Varas, que sumaban 30 309 m² y 2755 estudiantes). El campus de Puerto Varas fue inaugurado en marzo de 2002 en un terreno de 5675 m² teniendo como rector a Enrique Romo, hermano de la dueña de la universidad, Alicia Romo (ubicado en Purísima 737); doce años después comenzó su proceso de cierre que culminó en 2018.
El campus de Huechuraba fue un proyecto que, según informaciones de mayo de 2016, estaría compuesto por cinco etapas, la primera debería comenzar al año siguiente y terminar en 2018; para entender la envergadura del proyecto, se subrayaba que ya en un principio se construirían más de 5.000 m², es decir más del total de que disponía la UGM a la fecha de la noticia. A comienzos de octubre de ese año, el rector Alberto Vásquez confirmó que ya se contaba con el permiso municipal necesario y que empezarían a construir en 2017.
Según datos del Ministerio de Educación, para el año 2020 solo quedaban 959 estudiantes en la Universidad. La nueva administración durante el año 2021 ha podido matricular a más de 1200 alumnos en los distintos programas. El contrato de arrendamiento de la antigua sede de la UGM emplazada en Av. Ricardo Lyon 1177, terminó el 31 de enero de 2021 y fue vendida por Alicia Romo, la exdueña del plantel, a la Isapre MasVida.  La nueva sede a la que la UGM se trasladó desde que fue anunciada en septiembre de 2021, está ubicada en las antiguas instalaciones del Colegio Universitario Inglés en Av. Andrés Bello 1337, así la Universidad Gabriela Mistral continúa su proyecto en la misma comuna que la vio nacer hace más de 40 años.
Es la única universidad chilena que ofrece carreras de pregrado en humanidades, como filosofía, literatura e historia, en modalidad 100% a distanciacomo ha expuesto su rector Sergio Mena Jara.

## Organización

### Rectores
El actual rector de la universidad es Sergio Mena Jara. Antes que él estuvieron:[cita requerida]
- Sergio Mena Jara[1][14] (2020-a la fecha)
- José Hipólito Zañartu Rosselot
- Alberto Vásquez Tapia
- Aldo Giachetti Pastor
- Alicia Romo Román
- Carlos Blin Arriagada

### Facultades
- Facultad de Psicología
- Facultad de Derecho y Ciencias Sociales
- Facultad de Negocios, Ingeniería
- Facultad de Arquitectura, Diseño y Artes Digitales

### Escuelas
- Escuela de Negocios y Tecnología
- Escuela de Derecho
- Escuela de Humanidades
- Escuela de Psicología
- Escuela de Arquitectura, Diseño y Artes Digitales
- Escuela de Periodismo y Comunicaciones

### Institutos
- Instituto de Humanidades, Educación y Cultura
- UGM Language Center

### Postgrado
La Universidad Gabriela Mistral posee 16 programas de magíster y 18 diplomados que dependen de sus diversas Escuelas.

#### Magíster
- Magíster en Dirección de empresas MBA Executive
- Magíster en Comunicación y Marketing Digital
- Magíster en Docencia para la Educación Superior
- Magíster en Tecnología de la Información y análisis de datos
- Magíster en Gerencia pública
- Magíster en Arte, interactividad y medios
- Magíster en Dirección estratégica de instituciones de salud
- Magíster en Dirección financiera
- Magíster en Derecho de la empresa
- Magíster en Dirección comercial y marketing
- Magíster en Dirección de capital humano
- Magíster en Gestión tributaria empresarial
- Magíster en Planificación y control de gestión
- Magíster en Dirección estratégica de operaciones y logística
- Magíster en Educación con mención en currículum y evaluación

#### Diplomados
- Diplomado en Operación de Aeronaves no tripuladas
- Diplomado en Salud Familiar y Comunitario online
- Diplomado en Normas Internacionales de Información Financiera online
- Diplomado en Dirección organizacional
- Diplomado en Dirección comercial y ventas online
- Diplomado en Gestión de empresas online
- Diplomado en Docencia digital online
- Diplomado en Gestión de marketing digital
- Diplomado en Gestión pedagógica de la convivencia escolar desde la neurociencia
- Diplomado en Compliance y ética empresarial
- Diplomado en Tecnologías web y diseño interactivo
- Diplomado en Community manager y social media
- Diplomado en Derecho de familia
- Diplomado en Ciberseguridad
- Diplomado en Gestión estratégica de personas
- Diplomado en Sistemas integrados de gestión de calidad
- Diplomado en Control de gestión empresarial
- Diplomado en Gestión de riesgo financiero

### ProgramasAdvance
Es un programa que conduce a la obtención de un título profesional, que valida estudios previos y experiencia laboral. La Universidad posee 23 programas de obtención de título, en las siguientes Escuelas.

#### Escuela de Negocios y Tecnología
- Ingeniería Comercial
- Ingeniería Civil Industrial
- Ingeniería en Administración de Empresas mención Comercio Internacional
- Ingeniería en Administración de Empresas mención Finanzas Corporativas y Control de Gestión
- Ingeniería en Administración de Empresas mención Gestión Personas
- Ingeniería en Administración de Empresas mención Marketing Digital
- Ingeniería en Computación e Informática mención Desarrollo de Aplicaciones Empresariales y Ciberseguridad
- Ingeniería en Computación e Informática mención Gestión de Proyectos – PMO
- Ingeniería en Computación e Informática mención Redes e Infraestructura
- Ingeniería Industrial mención Gestión de Operaciones
- Ingeniería Industrial mención Logística y Transporte

#### Escuela de Psicología
- Psicología

#### Escuela de Trabajo Social
- Trabajo Social
- Licenciatura en Trabajo Social

#### Escuela de Periodismo y Comunicaciones
- Periodismo